# Curable
Curable signifie qui peut être guéri, et s'applique donc aux maladies, par opposition à incurable. En fonction des progrès de la médecine une maladie peut passer de la qualité d'incurable à curable.
Parmi les médecins anciens qui ont théorisé la notion de curabilité, on peut citer aux IXe et Xe siècles Abu Bakr Mohammad Ibn Zakariya al-Razi, ou au XIXe siècle Emil Kraepelin dans le champ des maladies mentales.
Par extension le terme est employé dans des domaines autres que la pathologie — pour signifier qu'un état de fait peut être traité ou amélioré — comme en politique économique, ou de l'emploi, ou dans le sens de nettoyage lorsqu'il s'agit de la possibilité de curer un réservoir, une citerne ou un réseau d'effluents,,.